# Молдова (Эстония)
Мо́лдова (эст. Moldova), ранее Мольдова и Мольдово, на письме ранее также Му́лдова (эст. Muldova), Мо́лдови (эст. Moldovi), на немецком языке — А́адорф (нем. Aadorf) — деревня в волости Люганузе уезда Ида-Вирумаа, Эстония.  

## География и описание
Расположена на севере Эстонии, на берегу Финского залива. Расстояние до уездного центра — города Йыхви — 19 километров, до волостного центра — посёлка Люганузе — 6 километров. Высота над уровнем моря — 48 метров.
К западу от деревни, возле хутора Ахерму, находится труднодоступный водопад Ахерму. Ещё более интересными являются окружающие его глубокие сумрачные выемки, врезающиеся в отложения кембрия.
Климат умеренный. Официальный язык — эстонский. Почтовый индекс — 43307.

## Население
По данным переписи населения 2021 года, в Молдовапроживали 26 человек, из них 17 (65,4 %) — эстонцы.
По состоянию на 1 января 2020 года в деревне насчитывалось 26 жителей, из них 13 мужчин и 13 женщин; детей в возрасте до 14 лет включительно — 2, лиц пенсионного возраста (65 лет и старше) — 8.
По данным переписи населения 2011 года, в  деревне проживали 30 человек, из них 23 (76,7 %) — эстонцы.
Численность населения деревни Молдова по данным переписей населения:
| Год  | 1959 | 1970 | 1979 | 1989 | 2000 | 2011 | 2021 |
| ---- | ---- | ---- | ---- | ---- | ---- | ---- | ---- |
| Чел. | 113  | ↘ 67 | ↘ 26 | ↘ 13 | ↗ 20 | ↗ 30 | ↘ 26 |

## История
В Датской поземельной книге 1241 года упоминается деревня Muldillippæ, в письменных источниках 1426 года — Mondeleppe, 1782 года — Moldow, 1871 года — Moldawi .
В XV веке земли деревни отошли от монастыря Кяркна к мызе Хакгоф, и название деревни исчезло. В 1782 году был упомянут Томаш Молдов, вольный крестьянин на мызе Хакгоф, в 1835 году — Иоганн Молдау, добавочное имя которого снова стало названием деревни.
На военно-топографических картах Российской империи (1846–1863 годы), в состав которой входила Эстляндская губерния, деревня обозначена как Мольдова.

## Происхождение топонима
Языковед Лаури Кеттунен считал, что основой названия деревни Мулдова было слово ′muld′ — с эст. «почва», «земля».
Есть и другая объяснение, которое приводит эстонский языковед Марья Калласмаа. Якобы в старину один из владельцев мызы Хакгоф был послом (в других версиях — офицером во время русско-турецкой войны) в Молдавском княжестве. Его сопровождал слуга с мызы, который трижды спас своего господина от смерти в упомянутом княжестве. Когда господин вернулся на родину, в благодарность за спасение своей жизни он подарил слуге участок земли и леса из своего поместья и освободил его от крепостной зависимости и всех налогов. Также он дал свободному человеку фамилию, а именно — Молдау. Тот переехал жить на подаренную землю — так и возникла деревня Молдова.

## Комментарии
1. ↑  Эстонские топонимы, оканчивающиеся на -а, не склоняются и не имеют женского рода (исключение — Нарва)[8].